# گرلز جنریشن-تی‌تی‌اس
گرلز جنریشن-تی‌تی‌اس (کره‌ای: 소녀시대-태티서) که همچنین به نام ته‌تی‌سئو و تی‌تی‌اس نیز شناخته می‌شود، اولین زیرگروه از گروه دخترانهٔ گرلز جنریشن است که در سال ۲۰۱۲ و توسط اس. ام. اینترتینمنت پایه‌گذاری شد. این زیرگروه از سه عضو ته‌یان، تیفانی و سوهیان تشکیل شده‌است.

## تاریخچه
در طول سال ۲۰۱۲، گرلز جنریشن وارد وقفه‌ای اعلام‌نشده شد زیرا اکثر اعضای این گروه بر فعالیت‌های فردی متمرکز بودند. برخی در سریال‌های تلویزیونی بازی می‌کردند و برخی دیگر در برنامه‌های مختلف تلویزیونی شرکت می کردند. زیرگروه تی‌تی‌اس بدنیا آمد تا تیفانی، ته‌یان و سئوهیون به فعالیت موسیقیایی خود ادامه دهند. در آن زمان، هر سه میزبان برنامه موسیقی هفتگی نمایش! هستۀ موسیقی بودند. در ۱۹ آوریل ۲۰۱۲، کمپانی اس.ام. رسماً از تشکیل زیرگروه خبر داد و با اشاره به احتمال تشکیل دیگر زیر گروه‌ها در آینده، توضیح داد: «اعضای زیرگروه [مطابق با ژانر] و موسیقی [منحصر به فرد] هر آلبوم، تغییر خواهد کرد.» در مقایسه با گرلز جنریشن، تمرکز اصلی تی‌تی‌اس بر توانایی آوازی هر یک از اعضاست. در حالی که گروه اصلی تأکید بیشتری روی ترانه‌های کلی و اجرای گروهی یکدست دارد. نام «ته‌تی‌سئو»، از اولین هجاهای ته‌یان، تیفانی و سوهیان ساخته شده است.
نخستین آلبوم آنها، چشمک، در ۲۹ آوریل ۲۰۱۲ منتشر شد. چشمک اولین آلبوم کره‌ای بود که در جدول آلبوم‌های جهانی بیلبورد رتبهٔ اول را کسب کرد. در آن زمان، این آلبوم بالاترین جایگاهی که توسط یک آلبوم کره‌ای کسب شده بود را بدست آورد و در جدول بیلبورد ۲۰۰ در رتبهٔ ۱۲۶ قرار گرفت. تی‌تی‌اس اولین زیرگروهی بود که دربرنامه‌های موسیقیایی کره جنوبی به  «تاج سه گانه» دست یافت و به مدت سه هفتهٔ پیاپی در جایگاه شماره یک قرار گرفت.
در سپتامبر ۲۰۱۴، این گروه دومین آلبوم چندآهنگهٔ خود به نام هوار را منتشر کرد. این آلبوم در نمودار آلبوم‌های گائون و نمودار آلبوم‌های جهانی بیلبورد رتبهٔ اول را بدست آورد. با این دستاورد، تی‌تی‌اس به سومین هنرمند کره‌ای و اولین هنرمند زنی تبدیل شد که بیش از یک شماره یک در نمودار آلبوم‌های جهانی بیلبورد دارد. طی یک مصاحبه با بیلبورد، این سه خواننده اظهار داشتند: «این آلبوم برای ما واقعاً شخصی و سرگرم کننده بود... اینکه  یک جنبۀ خیلی خام تر از موسیقیمان نمایش بدهیم...موسیقی که ما با هم ساختیم لایه های بسیار بیشتری از نظر صدا، ترجیع‌بند و یا هارمونی دارد.» آنها همچنین اعلام  كردند كه سوهیان اشعار یكی از ترانه‌ها به نام «فقط تو» را نوشته است، در حالی که تیفانی کارگردان بصری نماهنگ «هوار» بوده است. در طول تبلیغات آلبوم، این سه خواننده در برنامه تلویزیونی «ته‌تی‌سئو» حضور داشتند. این برنامه زندگی شخصی تیفانی، ته‌یان و سوهیان را شامل می‌شد و نشان میداد که آنها در زندگی روزمره و وقت آزاد خود چه می کنند.

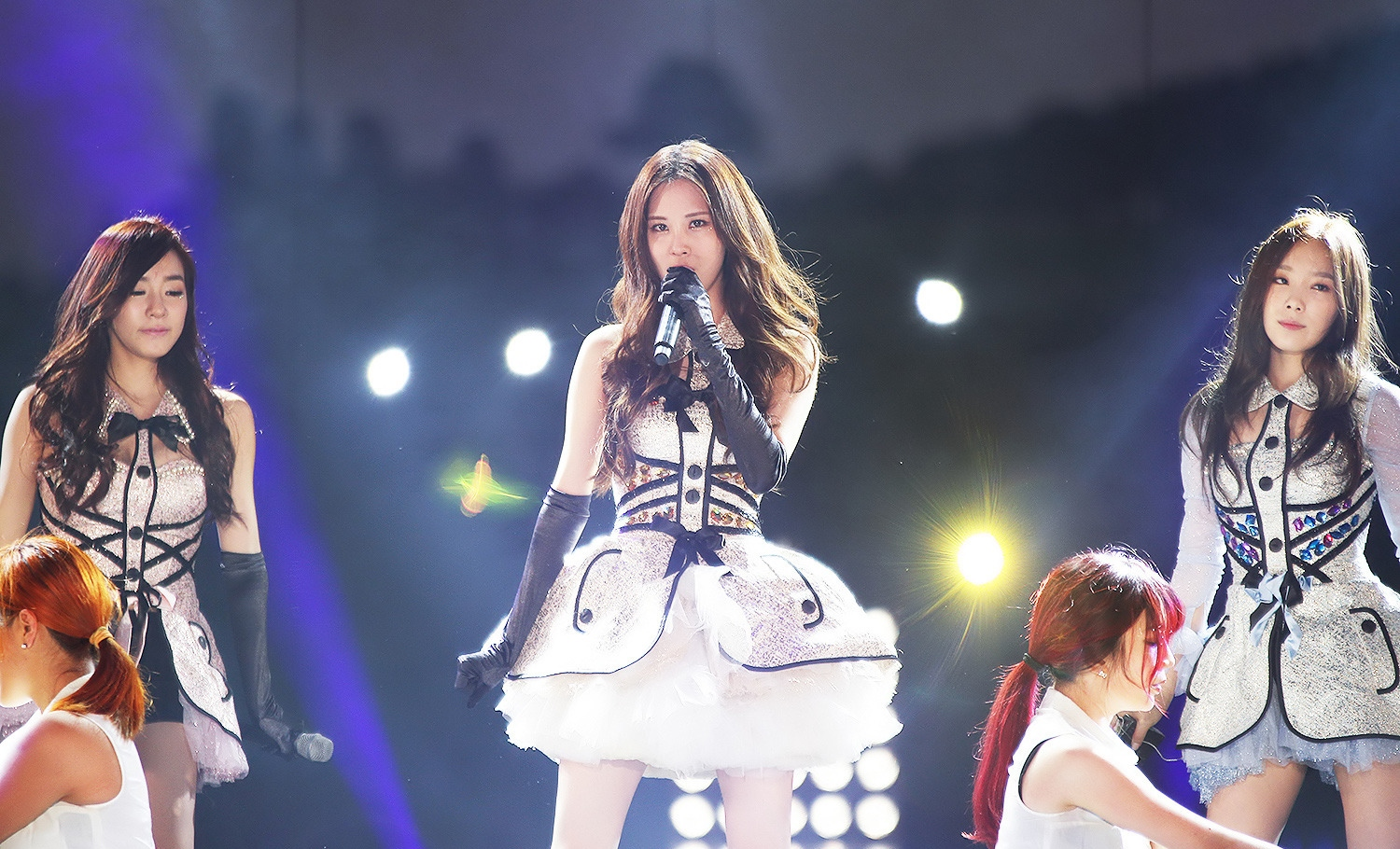
ته‌تی‌سئو در سال ۲۰۱۳

در دسامبر ۲۰۱۵، تی‌تی‌اس سومین آلبوم چندآهنگهٔ خود را منتشر کرد؛ یک آلبوم ویژهٔ کریسمسی با عنوان بابانوئل عزیز. این آلبوم در رتبهٔ دوم آلبوم‌های گائون قرارگرفت و تا به امروز حداقل شصت‌هزار نسخه فروش داشته است. سوهیان اشعار آهنگ اصلی که «بابانوئل عزیز» نام داشت را نوشت. به عنوان تلاشی برای حمایت از آموزش موسیقی کودکان در آسیا، تی‌تی‌اس بخشی از سود فروش این آلبوم را به خیریه‌ای به نام «لبخندی برای تو»، پویشی توسط اس.ام. اینترتینمنت و یونیسف، بخشید.

## ترانه‌شناسی

### آلبوم چندآهنگه
| عنوان                                                                        | جزییات آلبوم                                                          | بالاترین جایگاه در جدول | بالاترین جایگاه در جدول | بالاترین جایگاه در جدول | بالاترین جایگاه در جدول | بالاترین جایگاه در جدول |
| عنوان                                                                        | جزییات آلبوم                                                          | کره                     | ژاپن                    | آمریکا                  | جهانی آمریکا            | داغ آمریکا              |
| ---------------------------------------------------------------------------- | --------------------------------------------------------------------- | ----------------------- | ----------------------- | ----------------------- | ----------------------- | ----------------------- |
| چشمک                                                                         | - انتشار: ۲۹ آوریل ۲۰۱۲ - کمپانی: اس.ام. - فرمت: سی‌دی، دانلود دیجیتال | ۱                       | ۶                       | ۱۲۶                     | ۱                       | ۲                       |
| هوار                                                                         | - ۱۶ سپتامبر ۲۰۱۴ - کمپانی: اس.ام. - فرمت: سی‌دی، دانلود دیجیتال       | ۱                       | ۲۳                      | —                       | ۱                       | ۱۱                      |
| بابانوئل عزیز                                                                | - ۴ دسامبر ۲۰۱۵ - کمپانی: اس.ام. - فرمت: سی‌دی، دانلود دیجیتال         | ۲                       | ۲۵                      | —                       | ۴                       | ۱۴                      |
| "—" denotes releases that did not chart or were not released in that region. |                                                                       |                         |                         |                         |                         |                         |